# Plavání na otevřené vodě na mistrovství světa v plaveckých sportech 2023
Závody v plavání na otevřené vodě na mistrovství světa v plaveckých sportech za rok 2023 proběhly v Fukuoce, Japonsko 16. až 20. července 2023.

## Česká stopa
Česko reprezentovali 4 závodníci.
V závodě na 5 km žen startovalo 59 závodnic – Lenka Štěrbová (*1994) z SCPA Pardubice obsadila 26. místo a Alena Benešová (*1998) z KPSP Kometa Brno 37. místo. V plaveckém maratonu na 10 km žen startovalo 61 závodnic – Alena Benešová (*1998) z KPSP Kometa Brno obsadila 32. místo a Lenka Štěrbová (*1994) z SCPA Pardubice 37. místo.
V závodě na 5 km mužů startovalo 71 závodníků – Martin Straka (*2000) z TJ Bohemians Praha obsadil 20. místo a Ondřej Zach (*1997) z Plavání České Budějovice obsadil dělené 22. místo. V plaveckém maratonu na 10 km mužů startovalo 67 závodníků – Martin Straka (*2000) z TJ Bohemians Praha obsadil 13. místo a Ondřej Zach (*1997) z Plavání České Budějovice obsadil dělené 37. místo. 

## Výsledky

### Individuální disciplíny
| Muži                      | Zlato                   | Zlato     | Stříbro                        | Stříbro   | Bronz                      | Bronz     |
| ------------------------- | ----------------------- | --------- | ------------------------------ | --------- | -------------------------- | --------- |
| 5 km                      | Florian Wellbrock (GER) | 53:58,0   | Gregorio Paltrinieri (ITA)     | 54:02,5   | Domenico Acerenza (ITA)    | 54:04,2   |
| plavecký maraton na 10 km | Florian Wellbrock (GER) | 1:50:40,3 | Kristóf Rasovszky (HUN)        | 1:50:59,0 | Oliver Klemet (GER)        | 1:51:00,8 |
| Ženy                      | Zlato                   | Zlato     | Stříbro                        | Stříbro   | Bronz                      | Bronz     |
| 5 km                      | Leonie Becková (GER)    | 59:31,7   | Sharon van Rouwendaalová (NED) | 59:32,7   | Ana Marcela Cunhaová (BRA) | 59:33,9   |
| plavecký maraton na 10 km | Leonie Becková (GER)    | 2:02:34,0 | Chelsea Gubeckaová (AUS)       | 2:02:38,1 | Kathryn Grimesová (USA)    | 2:02:42,3 |

### Štafety
| Mix                      | Zlato                                                                                             | Zlato      | Stříbro                                                                              | Stříbro   | Bronz                                                                              | Bronz     |
| ------------------------ | ------------------------------------------------------------------------------------------------- | ---------- | ------------------------------------------------------------------------------------ | --------- | ---------------------------------------------------------------------------------- | --------- |
| 4×1500 m smíšená štafeta | Itálie (ITA) (Barbara Pozzobonová, Ginevra Taddeucciová, Domenico Acerenza, Gregorio Paltrinieri) | 1:10:31,20 | Maďarsko (HUN) (Bettina Fábiánová, Anna Olaszová, Kristóf Rasovszky, Dávid Betlehem) | 1:10:35,3 | Austrálie (AUS) (Chelsea Gubeckaová, Moesha Johnsonová, Nicholas Sloman, Kyle Lee) | 1:11:26,7 |

## Medailová bilance
V plavání na otevřené vodě se rozdělily celkem 5 sad medailí.
| Pořadí | Stát             |       | Muži    | Muži  | Muži  |         | Ženy  | Ženy  | Ženy    |       | Mix   | Mix     | Mix   |  | Muži + Ženy + Mix | Muži + Ženy + Mix | Muži + Ženy + Mix | Celkem |
| Pořadí | Stát             | Zlato | Stříbro | Bronz | Zlato | Stříbro | Bronz | Zlato | Stříbro | Bronz | Zlato | Stříbro | Bronz |  |                   |                   |                   | Celkem |
| ------ | ---------------- | ----- | ------- | ----- | ----- | ------- | ----- | ----- | ------- | ----- | ----- | ------- | ----- |  | ----------------- | ----------------- | ----------------- | ------ |
| 1.     | Německo (GER)    |       | 2       | 0     | 1     |         | 2     | 0     | 0       |       | 0     | 0       | 0     |  | 4                 | 0                 | 1                 | 5      |
| 2.     | Itálie (ITA)     |       | 0       | 1     | 1     |         | 0     | 0     | 0       |       | 1     | 0       | 0     |  | 1                 | 1                 | 1                 | 3      |
| 3.     | Maďarsko (HUN)   |       | 0       | 1     | 0     |         | 0     | 0     | 0       |       | 0     | 1       | 0     |  | 0                 | 2                 | 0                 | 2      |
| 4.     | Austrálie (AUS)  |       | 0       | 0     | 0     |         | 0     | 1     | 0       |       | 0     | 0       | 1     |  | 0                 | 1                 | 1                 | 2      |
| 5.     | Nizozemsko (NED) |       | 0       | 0     | 0     |         | 0     | 1     | 0       |       | 0     | 0       | 0     |  | 0                 | 1                 | 0                 | 1      |
| 6.     | Brazílie (BRA)   |       | 0       | 0     | 0     |         | 0     | 0     | 1       |       | 0     | 0       | 0     |  | 0                 | 0                 | 1                 | 1      |
| 6.     | USA (USA)        |       | 0       | 0     | 0     |         | 0     | 0     | 1       |       | 0     | 0       | 0     |  | 0                 | 0                 | 1                 | 1      |
| Celkem | Celkem           |       | 2       | 2     | 2     |         | 2     | 2     | 2       |       | 1     | 1       | 1     |  | 5                 | 5                 | 5                 | 15     |